# Джонсон, Уил
Уилберт Чарльз Джонсон (англ. Wil Johnson, родился 18 апреля 1965 г. в Лондоне, Великобритания) — английский актёр, сыгравший заметные роли на телевидении в сериале от BBC «Воскрешая мёртвых» и «Babyfather», а также сыграл роль Веймонда Велариона в сериале от HBO «Дом Дракона». Также Уил играл Доминика Эндрюса в сериале «Ферма Эммердейл» с 2012 по 2014 год.

## Биография
Уил родился в Масуэлл Хилл, Лондон, вырос в Тоттенеме. Его мать инвестировала в акции, а отец работал в United Parcel Service. Уил учился в драматической школе Маунтвью в Крауч-Энде, Лондон. Он также ходил в танцевальную группу и изучал балет, современные танцы и брейк-данс, которыми занимался около семи лет.
Первой профессиональной ролью Уила Джонсона стала роль в спектакле «Времена года» на Эдинбургском фестивале Фриндж в 1985 году. Далее актёр появлялся в эпизодических ролях в сериалах «Катастрофа» и «Лондон горит», затем сыграл роль детектива Стиви Джонсона в сериале «Анна Ли». С 1994 по 1995 год Уил играл второстепенную роль детектива-констебля Майкла Скелтона в сериале «Метод Крекера».
В 2000 году актёр сыграл роль детектива-сержанта Спенсера Джордана в сериале «Воскрешая мёртвых», Уил был в основном актёрском составе вплоть до закрытия сериала в 2011 году.
В 2004 сыграл Отелло в Королевском лицейском театре в Эдинбурге, Шотландия. Далее Уил играл и в других театральных постановках, таких как «Король Лир» в роли Графа Кента.

## Фильмография
Кино
| Год     | Фильм                | Роль          | Режиссёр / Примечания |
| ------- | -------------------- | ------------- | --------------------- |
| 2000 г. | Спрятанные сокровища | Люк           |                       |
| 2008 г. | Шпана 2              | Big Man       | Ноэль Кларк           |
| 2010    | Месть                | Доктор Наджиб | Сюзанна Бир           |
| 2010    | Сутенёр              | Байрон        | Роберт Кавана         |
| 2011    | Как стать крутым     | Большой Майк  | Адам Дикон            |
| 2013    | Life Outside         | Чарльз        | Мартин Дж. Томас      |

Телевидение
| Год                  | Телевизионный сериал | Роль                             | Заметки                                |
| -------------------- | -------------------- | -------------------------------- | -------------------------------------- |
| 1987 г.              | Катастрофа           | эпизодическая роль               |                                        |
| 1988 г.              | Лондон горит         | эпизодическая роль               |                                        |
| 1994 г.              | Анна Ли              | Стиви Джонсон                    |                                        |
| 1994-1995 гг.        | Метод Крекера        | Детектив-констебль Майкл Скелтон |                                        |
| 2000-2011 гг.        | Воскрешая мёртвых    | Детектив-сержант Спенсер Джордан | Финальная серия была 11 апреля 2011 г. |
| 2000-2002 гг.        | Конец рабочего дня   | Стив Робинсон                    |                                        |
| 2001-2002 гг.        | Babyfather           | Берес                            |                                        |
| 2010-2011 гг.        | Улица Ватерлоо       | Маркус Кирби                     | 6 сезон                                |
| 2011-2012 гг.        | Холби Сити           | Шон Долан                        | играет консультанта педиатра           |
| 2012-2014 гг.        | Ферма Эммердейл      | Доминик Эндрюс                   |                                        |
| 2014-настоящее время | Чужестранка          | Джо Абернати                     |                                        |
| 2016                 | Холлиокс             | Лайонел Олбрайт                  | 2 серии; сыграл отца Джейд и Сони      |
| 2018                 | Вера                 | Гэри Уэнчуч                      | 1 серия                                |
| 2022                 | Дом Дракона          | Веймонд Веларион                 |                                        |